# Elecciones presidenciales de Irlanda de 2011
Las decimoterceras elecciones presidenciales de Irlanda se llevaron a cabo el jueves 27 de octubre de 2011. Fueron las séptimas elecciones directas, en las que participaron un récord de siete candidatos, la mayor cantidad de candidaturas presidenciales en la historia de Irlanda. La presidenta incumbente, Mary McAleese, estaba constitucionalmente impedida para presentarse a la reelección al haber ejercido la jefatura de estado por dos mandatos consecutivos. El mismo día que la elección ocurrieron dos referéndums constitucionales y una elección parlamentaria parcial.
Los siete candidatos fueron: Mary Davis, Seán Gallagher, Michael D. Higgins, Martin McGuinness, Gay Mitchell, David Norris y Dana Scallon. Davis, Gallangher, Norris y Scallon aseguraron sus candidaturas mediante autoridades locales, presentándose todos como independientes. Higgins presentó su candidatura por el Partido Laborista. McGuiness se presentó por el partido Sinn Féin y Mitchell por Fine Gael. Fianna Fáil, que durante casi un siglo había sido el partido dominante del país, no presentó ningún candidato tras su desastrosa derrota electoral a principios de año. Norris, activista de los derechos civiles que había adquirido popularidad por su lucha por la despenalización de la homosexualidad en el país, fue durante un tiempo el candidato favorito en las elecciones. Había retirado su candidatura en agosto, pero por presión popular volvió a presentarla en septiembre.
La campaña electoral fue bastante airada. Durante el debate televisado en Tonight with Vincent Browne, Vicent Browne comenzó a cuestionar a McGuiness, candidato del partido Sinn Féin, por su antigua relación con la organización paramilitar Ejército Republicano Irlandés (IRA), relación que McGuiness negó reiteradamente, produciendo ocho libros que reivindican lo contrario. El candidato de Fine Gael, Gay Mitchell sufrió desde un principio de falta de reconocimiento por parte de los votantes, y su figura era controvertida por sus opiniones con respecto al suicidio y su deseo de que Irlanda se uniera a la Mancomunidad de Naciones. El candidato laborista, Michael D. Higgins, se enfrentó a la controversia de haber sido miembro del Fianna Fáil, y fue acusado de fumar marihuana. Dana Scallon interrumpió el debate de Prime Time, conducido por Miriam O'Callaghan, para denunciar una acusación "difamatoria y falsa" que había oído en contra su familia. Seán Gallagher, exmiembro del ejecutivo nacional de Fianna Fáil, lideraba las encuestas de opinión antes del debate televisado final, moderado por Pat Kenny en la primera línea. Sin embargo, la campaña de Gallagher se deshizo cuando admitió en vivo que había recogido un cheque de 5.000€ para un evento de recaudación de fondos de Fianna Fáil de un hombre al que describió como un "criminal convicto".
En última instancia, Michael D. Higgins ganó las elecciones y se convirtió en el noveno presidente de Irlanda. Gallagher terminó en segundo lugar, McGuinness terminó en tercer lugar, mientras que Norris, favorito durante gran parte de la campaña, terminó quinto. La sorpresiva caída de Norris fue comparada con el tropiezo de Devon Loch durante la última vuelta del Gran Nacional de 1956.

## Procedimiento
Para ser elegido presidente de Irlanda, hay que cumplir los siguientes requisitos:
- Ser ciudadano de Irlanda. (cuentan los nacidos en Irlanda del Norte)
- Tener al menos 35 años de edad.
- Ser nominado por:
  - Al menos veinte de los 226 miembros del Oireachtas.
  - Al menos cuatro de los 34 gobiernos locales.
  - Si no ha ejercido aún dos mandatos constitucionales, el presidente puede nominarse uno mismo.

Las elecciones presidenciales se realizan bajo la Ley de Elecciones Presidenciales de 1993. Constitucionalmente, debe realizarse no antes de los últimos sesenta días del mandato constitucional del titular, o en los primeros sesenta días de la vacancia del cargo (si el presidente ha dimitido o se ve imposibilitado para ejercer sus funciones). El 27 de junio, el gobierno anunció el 27 de octubre como la fecha para las elecciones presidenciales. El 28 de septiembre sería el último día para presentar una candidatura. La elección se llevó a cabo mediante el sistema de segunda vuelta instantánea. A pesar de que la constitución lo define como "representación proporcional mediante el voto único transferible" una elección ganadora por sí sola no puede ser proporcional. Todos los ciudadanos irlandeses registrados estaban habilitados para votar.

## Campaña de nominación
Después de las elecciones generales de febrero, y la elección del Seanad número 24, solo tres partidos cumplían con el mínimo de 20 miembros en el parlamento para proponer un candidato: Fine Gael, (76 diputados y 19 senadores); el Partido Laborista (37 diputados y 13 senadores) y Fianna Fáil (19 diputados y 14 senadores). El partido nacionalista Sinn Féin, tenía 14 diputados y 3 senadores. Para proponer un candidato, necesitaba el apoyo de miembros independientes o de otros partidos, o el apoyo de autoridades locales.

### Fine Gael
Gay Mitchell, diputado por Dublín, fue elegido como candidato presidencial en la convención celebrada el 9 de julio de 2011. Él previamente había anunciado su intención de solicitar la nominación del partido en junio, después de que varios altos cargos del mismo se lo pidieran. Las primarias de Fine Gael se celebraron por voto secreto, con un colegio electoral compuesto por los parlamentarios miembros del partido.
Otros tres miembros del partido buscaron la nominación:
- Pat Cox, ex-Presidente del Parlamento Europeo y diputado por el extinto partido Demócratas Progresistas.[21] A pesar de que tenía la intención de presentarse como independiente, circularon rumores de que buscaba unirse a Fine Gael para obtener la nominación del partido. El 14 de junio fue admitido en el mismo.[17][22] Cox declaró que era una sola oportunidad, y que si no obtenía la nominación, no se presentaría como independiente.[23][24] Cox fue apoyado por Irish Independent como una opción preferible.[25]
- Avril Doyle, ex-eurodiputada. El 21 de junio de 2011, anunció su candidatura.[26] Se retiró el 7 de junio alegando que era poco probable que recibiera la nominación.[27]
- Mairead McGuinness, también eurodiputada expresentadora del programa Ear to the Ground. Anunció su deseó de obtener la nominación.[28]

En marzo de 2011, el Fine Gael entregó una lista de tres candidatos: John Bruton, Seán Kelly y Mairead McGuinness. Bruton se retiró el 28 de mayo. Kelly confirmó el 1 de junio que no buscaría la nominación para continuar en el Parlamento Europeo. Seamus Heaney fue propuesto por el propio partido en 2010, pero este declinó la oferta a menos que se tratara de un acuerdo de varios partidos. Cuando se anunció la nominación de Mitchell, el Sunday Independent afirmó que el Taoiseach Enda Kenny se "desplomó de disgusto", a pesar de que este negó tal afirmación.

### Partido Laborista
Michael D. Higgins fue elegido candidato del Partido Laborista en una convención del partido el 19 de junio de 2011. Higgins ya había indicado previamente en septiembre de 2010 que estaba interesado en conseguir dicha nominación. A finales de mayo de 2011, otros dos candidatos: Fergus Finlay y Kathleen O'Meara, fracasaron en conseguir la nominación.

### Retirada del Fianna Fáil
Por primera vez en la historia de Irlanda, el Fianna Fáil no presentó ningún candidato ni apoyó ninguna nominación. La decisión fue tomada en una reunión del partido en el parlamento el 31 de agosto de 2011, y estuvo en línea con las recomendaciones del subcomité de seis personas formado por el líder del partido, Michéal Martin para considerar el asunto.
Desde la derrota electoral a principios de año, el partido había anunciado que era poco probable que presentaran un candidato a las elecciones presidenciales, tanto por problemas económicos como por la poca probabilidad de que un candidato apoyado por el Fianna Fáil ganase. Hubo especulaciones a mediados del año de que Gay Byrne buscaría la nominación. El 6 de agosto, Martin se reunió con Byrne para decirle que los diputados del Fianna Fáil apoyarían su candidatura como independiente, apoyado en su campaña por el partido. Éamon Ó Cuív, líder adjunto del partido y miembro del comité encargado de decidir sobre su estrategia para la elección declaró que "No conozco ningún enfoque de Gay Byrne... Nadie ha discutido el tema conmigo - bueno, malo o indiferente". El 13 de agosto, Byrne le comunicó a Martin su retirada de la candidatura, alegando que esta sería "impuesta" al partido sin su consentimiento. Esto provocó un fuerte malestar entre los miembros del mismo.

### Sinn Féin
Gerry Adams, líder del nacionalista Sinn Féin, había expresado su intención de ser elegido presidente a tiempo para celebrar el centenario del Levantamiento de Pascua de 1916, por lo que buscó nominarse a sí mismo como candidato.
Hubo informes en julio de que el artista Robert Ballagh estaba "considerando seriamente una candidatura para la presidencia", y que había estado en conversaciones con el Sinn Féin, el Partido Socialista y Alianza Popular. Una fuente Sinn Féin confirmó que hubo "discusiones muy informales". Sin embargo, Ballagh se retractó el 25 de julio.
Durante un congreso del partido, el 10 de septiembre, Gerry Adams declaró que debían apoyar a "un candidato que sea capaz de ganar el apoyo de la opinión progresista y nacionalista... lo que va a reflejar el amplio espíritu republicano del pueblo irlandés en este momento". Las discusiones para una nominación continuarían hasta antes del 17 de septiembre.
Finalmente, el 16 de septiembre se reveló que el Sinn Féin buscaba presentar a Martin McGuiness, ex Primer Ministro de Irlanda del Norte, como su candidato. Como no contaba con los suficientes diputados, el partido debió acordar con cuatro diputados independientes la nominación de McGuiness, que se confirmó al día siguiente.

### Candidaturas independientes
David Norris, senador desde 1987 y defensor de los derechos civiles, había buscado sin éxito una nominación en 2004 y anunció que lo intentaría de nuevo en enero de 2011. Se predijo inicialmente que buscaría la nominación del Partido Laborista. Una encuesta a principios de año demostró que era el posible candidato más popular. El 14 de marzo inició formalmente su campaña para asegurar una nominación, indicando que él había escrito a las autoridades de cada uno de los 34 condados y ayuntamientos y que también se pondría en contacto de forma individual con los diputados independientes electos recientemente. El 21 de julio, Norris reveló que ya tenía el apoyo de 13 diputados de los 20 que necesitaba. Al día siguiente, dos senadores más anunciaron que lo apoyarían. Sin embargo, luego de que se publicaran cartas de Norris pidiendo clemencia al gobierno de Israel por su expareja Ezra Nawi, que estaba siendo juzgado, tres diputados le retiraron su apoyo, por lo que el 2 de agosto retiró su candidatura. Sin embargo, el 15 de septiembre anunció que regresaría al conseguir 19 nominaciones, lo cual fue considerado suficiente. El 20 de septiembre, fue formalmente reconocido como candidato.
Entre los candidatos independientes que finalmente retiraron su nominación están el periodista Niall O'Dowd, y Justin Kilcullen.
Mary Davis anunció que buscaría una nominación el 26 de mayo. Aunque inicialmente intentó buscar el apoyo de un partido político, posteriormente decidió presentarse como independiente, con el apoyo de autoridades locales. Seán Gallagher anunció que buscaría una nominación en mayo. Primero buscó el apoyo de diputados independientes, pero el 13 de junio, al igual que Mary Davis, inició las conversaciones con autoridades locales. Dana Scallon finalmente hizo lo mismo.

## Resultados
| Candidatos    | Candidatos         | Partidos          | Porcentaje del voto preferencial | Primer recuento de votos | Segundo recuento | Tercer recuento | Cuarto recunto |
| ------------- | ------------------ | ----------------- | -------------------------------- | ------------------------ | ---------------- | --------------- | -------------- |
|               | Michael D. Higgins | Partido Laborista | 39,6%                            | 701,101                  | 730,480          | 793,128         | 1,007,104      |
|               | Seán Gallagher     | Independiente     | 28,5%                            | 504,964                  | 529,401          | 548,373         | 628,114        |
|               | Martin McGuinness  | Sinn Féin         | 13,7%                            | 243,030                  | 252,611          | 265,196         |                |
|               | Gay Mitchell       | Fine Gael         | 6,4%                             | 113,321                  | 127,357          | 136,309         |                |
|               | David Norris       | Independiente     | 6,2%                             | 109,469                  | 116,526          |                 |                |
|               | Dana Scallon       | Independiente     | 2,9%                             | 51,220                   |                  |                 |                |
|               | Mary Davis         | Independiente     | 2,7%                             | 48,657                   |                  |                 |                |
| Electorado    | Electorado         | 3,191,157         |                                  |                          |                  |                 |                |
| Participación | Participación      | 1,790,438 (56,1%) |                                  |                          |                  |                 |                |
| Votos validos | Votos validos      | 1,771,762         |                                  |                          |                  |                 |                |
| Votos nulos   | Votos nulos        | 18,672            |                                  |                          |                  |                 |                |
| Cuota         | Cuota              | 885,882           |                                  |                          |                  |                 |                |
| Fuente:       |                    |                   |                                  |                          |                  |                 |                |